# Jon Christensen
Pour les articles homonymes, voir Christensen.
Jon Christensen est un batteur et percussionniste norvégien de jazz né le 20 mars 1943 à Oslo (Norvège) et mort le 18 février 2020 dans la même ville.
Il est l'un des batteurs de jazz les plus reconnus de Scandinavie. Christensen est surtout connu pour sa participation au quartet européen de Keith Jarrett, avec Jan Garbarek et Palle Danielsson. Selon Pat Metheny, Jon Christensen était dans les années 1980 l'un des meilleurs batteurs à la cymbale.
Christensen a participé à de nombreux enregistrements de Jan Garbarek, Ralph Towner ou Tomasz Stańko. Il est membre du trio de Bobo Stenson.

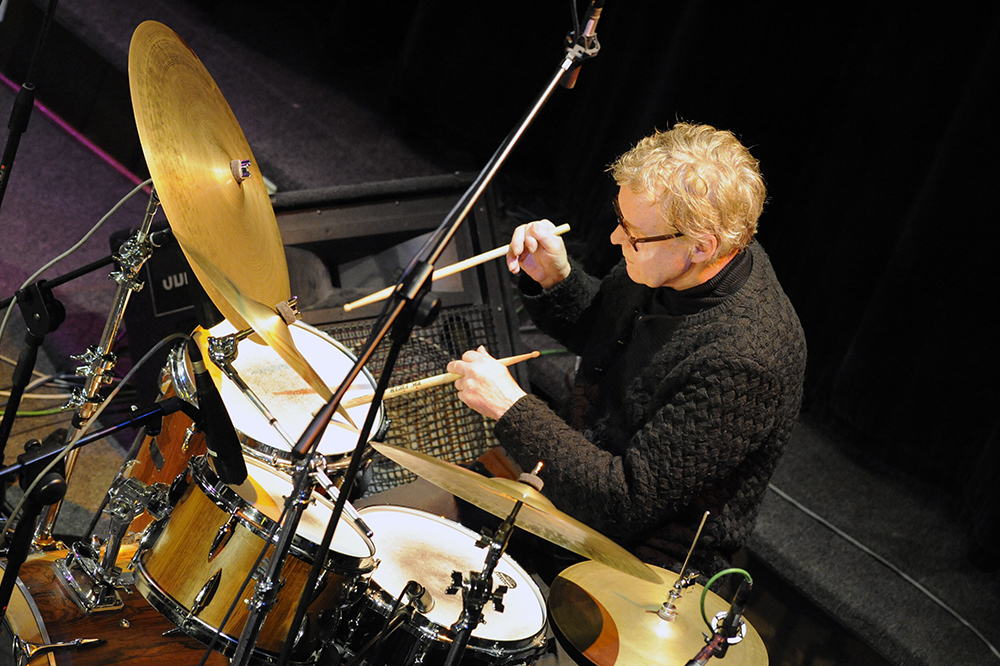
Le projet norvégien-polonais Nor Pol Bridge en concert au studio de la Radio polonaise à Varsovie, Pologne - janvier 2011.

## Discographie

### En leader
- No Time for Time (Pan Records, 1976), avec Pål Thowsen (drums), Terje Rypdal (guitar), Arild Andersen (bass)

### Ensideman
avec George Russell
- The Essence of George Russell (Soul Note, 1967)
- Electronic Sonata for Souls Loved by Nature (Flying Dutchman, 1969)
- Trip to Prillarguri (Soul Note, 1970)
- Listen to the Silence (Soul Note, 1971)

avec Jan Garbarek
- Esoteric Circle (Flying Dutchman, 1969)
- Afric Pepperbird (ECM, 1970)
- Sart (ECM, 1971)
- Witchi-Tai-To (ECM, 1973)
- Dansere (ECM, 1975)
- Photo with Blue Sky, White Cloud, Wires, Windows and a Red Roof (ECM, 1978)
- Paths, Prints (ECM, 1980)

avec Bobo Stenson
- Underwear (ECM, 1971)
- Reflections (ECM, 1993)
- War Orphans (ECM, 1997)
- Serenity (ECM, 1999)

avec Terje Rypdal
- Terje Rypdal (ECM, 1971)
- What Comes After (ECM, 1973)
- Whenever I Seem to Be Far Away (ECM, 1974)
- Skywards (ECM, 1995)
- Vossabrygg (ECM, 2003)

avec Keith Jarrett
- Belonging (ECM, 1974)
- My Song (ECM, 1977)
- Personal Mountains (ECM, 1979)
- Nude Ants (ECM, 1979)
- Sleeper (ECM, Live recording 1979)

avec Ralph Towner
- Solstice (ECM, 1974)
- Sound and Shadows (ECM, 1977)
- Lost and Found (en) (ECM, 1995)

avec Enrico Rava
- The Pilgrim and the Stars (ECM, 1975)
- The Plot (ECM, 1976)

avec Eberhard Weber
- Yellow Fields (ECM, 1975)

avec Radka Toneff Quintet
- Winter Poem (Zarepta, 1977)

avec Terje Rypdal & Palle Mikkelborg
- Waves (ECM, 1977)
- Descendre (ECM, 1979)

avec Masqualero (Arild Andersen)
- Masqualero (Odin Records, 1983)
- Bande a Part (ECM, 1986)
- Aero (ECM, 1988)
- Re-Enter (ECM, 1989)

avec Blow Out
- Blow Out (Compendium Records, 1977), avec Håkon Graf (keyboards), Sveinung Hovensjø (bass) & Jon Eberson (guitare)

avec Miroslav Vitouš
- First Meeting (ECM, 1979)
- Miroslav Vitous Group (ECM, 1980)
- Journey's End (ECM, 1982)

avec Rainer Brüninghaus
- Freigeweht (ECM, 1980)

avec Mike Nock
- Ondas (ECM, 1981)

avec Lillebjørn Nilsen, Arild Andersen, Eivind Aarset, Jan Erik Kongshaug
- 1988: Sanger (Grappa)

avec John Abercrombie
- Animato (ECM, 1989)

avec Charles Lloyd
- Fish Out of Water (ECM, 1989)

avec Ketil Bjørnstad
- Åpning (Philips, 1973)
- Water Stories (ECM, 1993)
- The Sea (ECM, 1994)
- The Sea II (ECM, 1996)
- Remembrance (ECM, 2009)

avec Anouar Brahem
- Khomsa (ECM, 1994)

avec Misha Alperin
- North Story (ECM, 1996)

avec Tomasz Stańko
- Litania: Music of Krzysztof Komeda (ECM, 1997)
- From the Green Hill (ECM, 1998)

avec Dino Saluzzi
- Senderos (ECM, 2002)